# Estación de Rådhuset (Metro de Estocolmo)

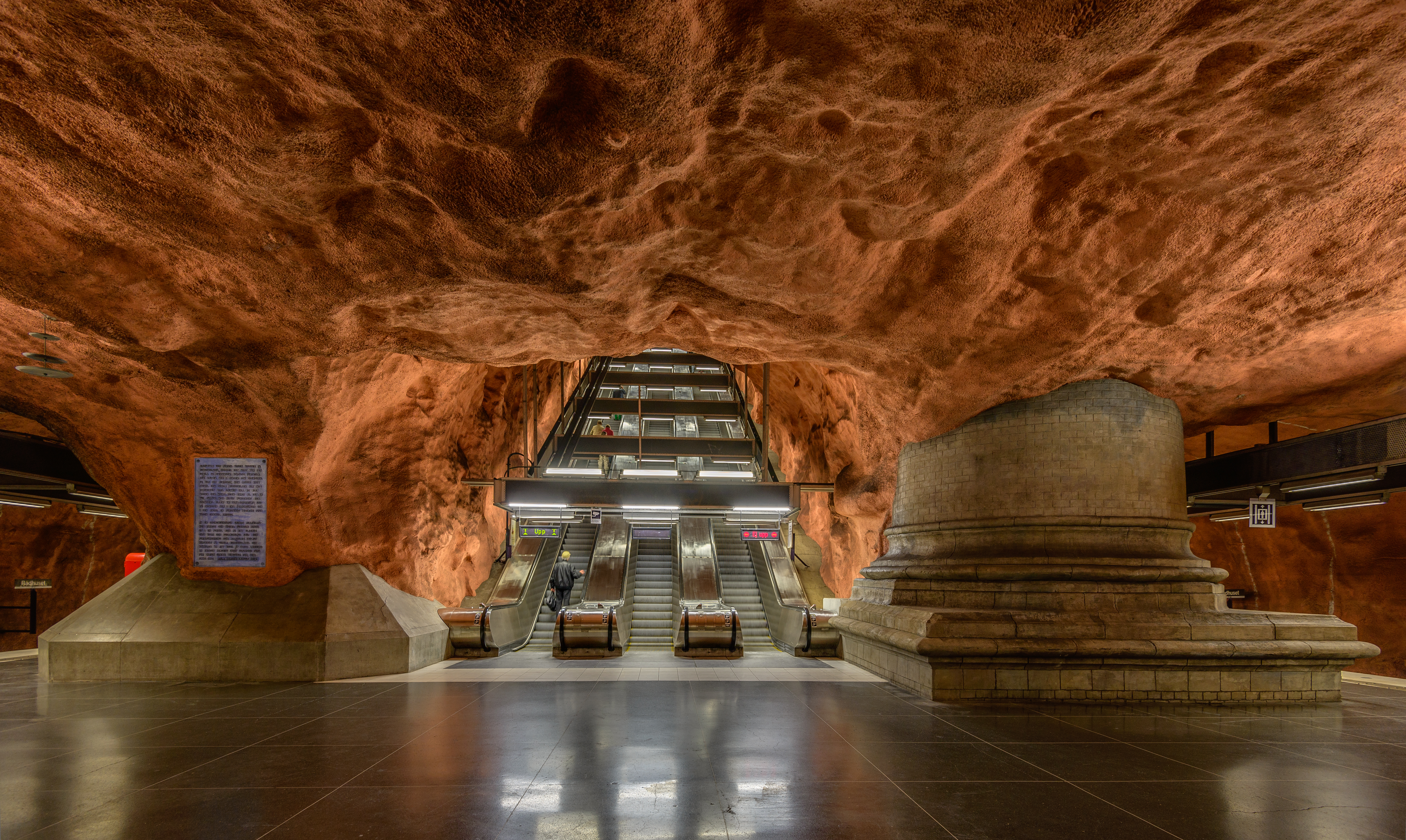
Roca madre expuesta en la estación de Rådhuset

Rådhuset (Tribunales) es una estación de tránsito rápido en Kungsholmen, centro de Estocolmo. Forma parte del trazado del Metro de Estocolmo. La estación es parte de la línea azul que une T-Centralen con Fridhemsplan y fue inaugurada el 31 de agosto de 1975.
Como en otras estaciones del Metro de Estocolmo se utilizó la arquitectura orgánica en su construcción, lo cual deja ver la roca madre sin esculpir creando la apariencia de formar parte de un sistema de cuevas naturales.
La estación fue nombrada como "Palacio de Tribunales", ubicado en la superficie justo encima de la estación. En las inmediaciones también pueden encontrarse el Ayuntamiento y los cuarteles centrales de la policía.